# Казал (Лот)
Казал (фр. Cazals) насеље је и општина у јужној Француској у региону Миди Пирене, у департману Лот која припада префектури Каор.
По подацима из 2011. године у општини је живело 611 становника, а густина насељености је износила 57,81 становника/km². Општина се простире на површини од 10,57 km². Налази се на средњој надморској висини од 177 метара (максималној 324 m, а минималној 157 m).

## Демографија
| 1962. | 1968. | 1975. | 1982. | 1990. | 1999. | 2011. |
| ----- | ----- | ----- | ----- | ----- | ----- | ----- |
| 436   | 449   | 458   | 472   | 538   | 576   | 611   |

График промене броја становника у току последњих година